# Solstice: The Quest for the Staff of Demnos
Solstice: The Quest for the Staff of Demnos är ett TV-spel till Nintendo Entertainment System utvecklad av Software Creations 1990.

## Spelupplägg
Spelaren styr magikern Shadax som måste gå genom isometriska rum och söka efter de sex delarna av Staff of Demnos för att besegra den onda trollkarlen Huguenor. Spelaren måste undvika fällor, troll och slem för att inte bli dödad. De flesta pusslen går ut på att hoppa på till en viss ordning för att komma till nästa rum. Det finns fyra trolldrycker i färgerna blå, lila, grön och gul som ger odödlighet, förgör fiender och objekt i rummen, avslöjar objekt och fryser ner fiender.

## Uppföljare
En uppföljare till Super Nintendo Entertainment System släpptes med titeln Equinox 1994.